# Teraina
Teraina nebo také Washingtonův ostrov je jeden z Liniových ostrovů v Tichém oceánu, který tvoří nejsevernější distrikt státu Kiribati. Má rozlohu 9,5 km² a žije na něm 1690 obyvatel v devíti vesnicích, z nichž největší je Tangkore.

## Historie
Ostrov objevil v roce 1798 americký kapitán Edmund Fanning na lodi Betsy a pojmenoval ho podle George Washingtona. Původně byl neobydlený (i když podle nálezů ho občas navštěvovali polynéští mořeplavci), v roce 1860 ho osídlili lidé z Manihiki a získávali zde kopru. V roce 1889 byl vyhlášen britským zámořským územím a v roce 1979 se stal součástí Kiribati s názvem Teraina. Počet obyvatel vzrostl ze 416 při sčítání v roce 1978 na 1690 v roce 2010.

## Přírodní poměry
Deštivé podnebí Terainy je způsobeno její polohou v intertropické zóně konvergence. Ostrov je plochý, nadmořská výška nepřesahuje pět metrů. Ve východní části se nachází sladkovodní jezero, které je pozůstatkem původní laguny, odtržené od oceánu při tektonickém vyzdvižení původního atolu. Západní část ostrova je vyplněna rašeliništi. Podél pobřeží vede silnice s nezpevněným povrchem, nedaleko Kaatairy se nachází přistávací dráha pro letadla. Dominantní rostlinou je kokosovník ořechoplodý, také zde roste chlebovník, otočník, vějířovka a skřípinec. Na Teraině hnízdí mořští ptáci jako nody bělostný nebo terej červenonohý (Sula sula), byl sem introdukován vzácný vini rubínový (Vini kuhlii). Endemický poddruh kopřivky obecné Mareca strepera couesi byl vyhuben po příchodu lidí na ostrov. V jezeře žije úhoř mramorovaný (Anguilla marmorata) a chanos stříbřitý.